# Lijst van Pruisische ministers van Binnenlandse Zaken
Dit is een lijst van ministers van Binnenlandse Zaken van Pruisen.
- 1814-1834: Friedrich von Schuckmann
- 1834-1838: Gustav von Brenn
- 1838-1842: Gustav Adolf Rochus von Rochow
- 1842-1845: Adolf Heinrich von Arnim-Boitzenburg
- 1845-1848: Ernst von Bodelschwingh-Velmede
- 1848: Alfred von Auerswald
- 1848: Friedrich von Kühlwetter
- 1848: Franz August Eichmann
- 1848-1850: Otto Theodor von Manteuffel
- 1850-1858: Ferdinand von Westphalen
- 1858-1859: Eduard Heinrich von Flottwell
- 1859-1862: Maximilian von Schwerin-Putzar
- 1862: Gustav Wilhelm von Jagow
- 1862-1878: Friedrich Albrecht zu Eulenburg
- 1878-1881: Botho zu Eulenburg
- 1881-1888: Robert von Puttkamer
- 1888-1892: Ludwig Herrfurt
- 1892-1894: Botho zu Eulenburg
- 1894-1895: Ernst von Koeller
- 1895-1899: Eberhard Recke von der Horst
- 1899-1901: Georg von Rheinbaben
- 1901-1905: Hans von Hammerstein-Loxten
- 1905-1907: Theobald von Bethmann Hollweg
- 1907-1910: Friedrich von Moltke
- 1910-1914: Johann von Dallwitz
- 1914-1917: Friedrich Wilhelm von Loebell
- 1917-1918: Bill Drews
- 1918-1920: ?
- 1920-1926: Carl Severing
- 1926-1930: Albert Grzesinski
- 1930: Heinrich Waentig
- 1930-1932: Carl Severing
- 1932-1933: Franz Bracht
- 1933-1934: Hermann Göring